# Krone der Kaiserin Farah Pahlavi

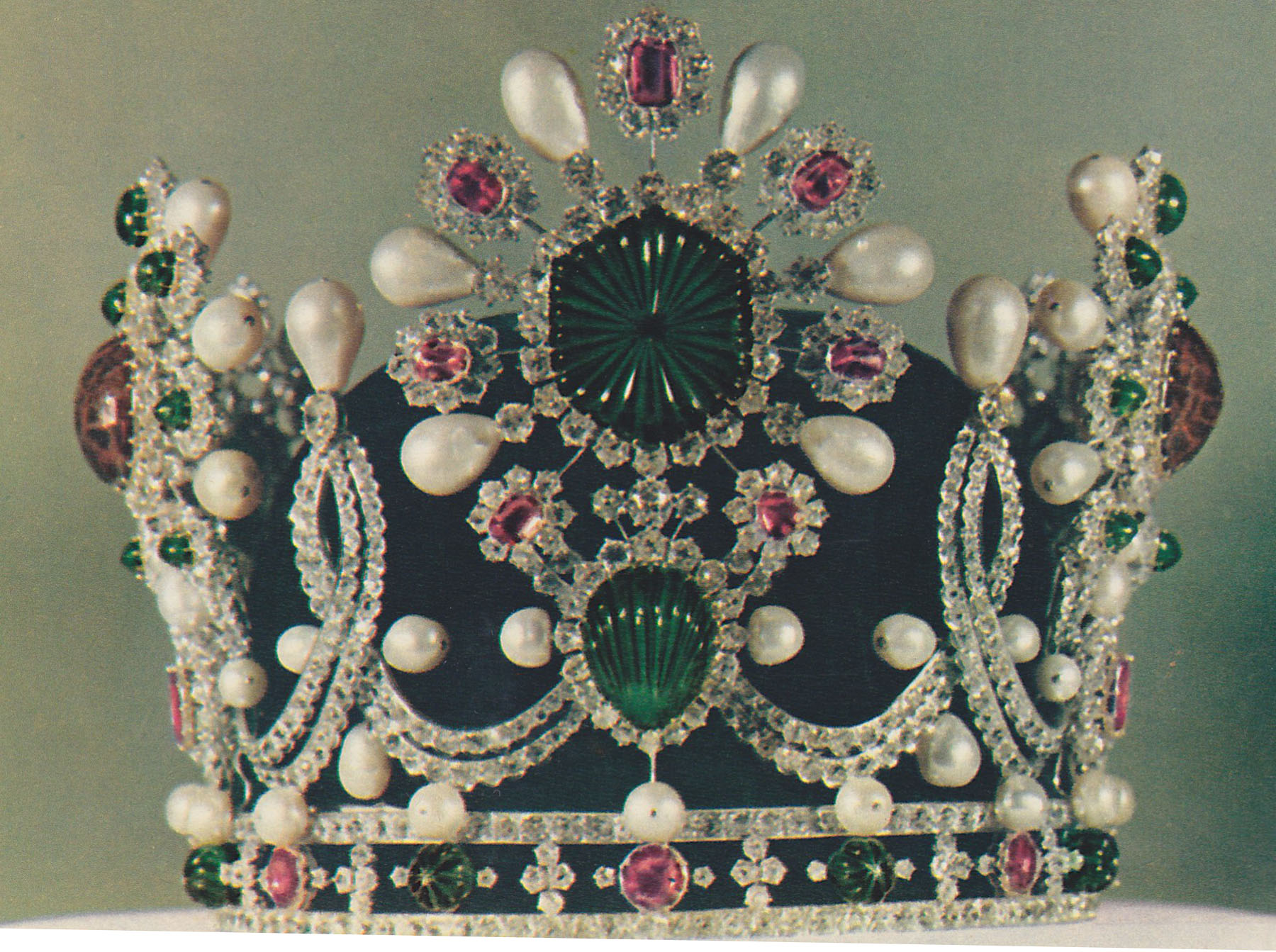
Krone der Kaiserin Farah Pahlavi.

Die Krone der Kaiserin Farah Pahlavi wurde anlässlich der Krönung des Schahs des Iran Mohammad Reza Pahlavi und seiner Gemahlin Farah Pahlavi für die Kaiserin hergestellt.
Als ein Zeichen für die Emanzipation in seinem Land hatte Mohammad Reza beschlossen, dass er seine dritte Frau Farah Pahlavi bei seiner Krönung ebenfalls krönen werde, was in der Geschichte Persiens eine Neuheit war. Den Zuschlag für den Auftrag erhielten die Pariser Juweliere Van Cleef & Arpels. Da die zu verwendenden Edelsteine für die Krone, die aus der kaiserlichen Schatzkammer kamen, von Seiten des Gesetzes nicht außer Landes geschafft werden durften, reisten die Juweliere in den Iran, um die Krone dort herzustellen. 
Die Krone besteht aus Weißgold, 1469 Diamanten, 36 Smaragden, 36 Rubinen, zwei Spinellen von 83 Karat und 105 Perlen, von denen die größten über 2 cm lang sind. Die Krone ist 16 cm hoch und hat einen Durchmesser von 19 cm. Sie wiegt 1600 g.         
Der Kronreif ist aus zwei diamantbesetzten Bändern zusammengesetzt, zwischen denen abwechselnd ein Kreuz aus Brillanten, ein Rubin und ein Smaragd erscheint. Über dem Reif erheben sich sechs große rosettenartige Formen, jene auf der Vorderseite etwas höher als die vier seitlichen, die wiederum höher als die auf der Hinterseite sind. In der Mitte tragen sie große Edelsteine, die von Diamanten umringt sind. Die Form auf der Vorderseite besitzt einen sechseckigen Smaragd, der 150 Karat wiegen soll. Von den Rosetten gehen strahlenförmig sieben Diamantrosetten mit Edelsteinen in der Mitte im Wechsel mit fünf großen tropfenförmigen Perlen aus. Zwischen den großen Rosetten und dem Reif befinden sich zwei parallele Bänder, die wellenartig um die Krone herumlaufen. Sie sind mit Diamanten belegt. An verschiedenen Stellen tragen sie außerdem nach außen abstehende Perlen unterschiedlicher Größe. Das Innere der Krone besteht aus einer Haube aus dunkelgrünem Samt. 
An seinem Geburtstag am 26. Oktober 1967 krönte sich der Schah zunächst selbst. Anschließend setzte er feierlich seiner Frau ihre Krone auf das Haupt. Die Krone befindet sich heute im Kronjuwelenmuseum in der Nationalbank in Teheran. 